# شازیلی
شازیلی (به فرانسوی: Chazilly) یک کمون در فرانسه با جمعیت ۱۳۱ نفر است که در Canton of Pouilly-en-Auxois واقع شده‌است.